# E-WGT
e-WGT S.A.- spółka z siedzibą w Warszawie, należąca do grupy WGT S.A., zajmująca się sprzedażą towarów pochodzenia rolniczego za pośrednictwem Internetowej Platformy Przetargowej oraz Transakcyjnej Tabeli Ofert. Jedynym akcjonariuszem spółki jest WGT S.A.
Internetowa Transakcyjna Tabela Ofert - zawierane są na niej transakcje na takie towary jak: zboża, rośliny oleiste, materiał siewny, żywiec i mięso, pasze, nawozy itp. Tabela Ofert umożliwia prowadzenie negocjacji i zawieranie bezpiecznych transakcji rozliczanych przez e-WGT S.A. Jest dostępna dla wszystkich zarejestrowanych uczestników oraz Członków e-WGT.
Internetowa Platforma Przetargowa - platforma transakcyjna dostępna dla Członków e-WGT funkcjonująca nieprzerwanie od 2001 roku. 
e-WGT S.A. zarejestrowana została w 2006 roku i od razu przejęła od Warszawskiej Giełdy Towarowej (WGT S.A.) działalność w zakresie organizacji handlu na rynku towarów rolnych. Począwszy od 1995 roku towarowe sesje przetargowe odbywały się w sposób tradycyjny, z fizyczną obecnością maklerów, na parkiecie Giełdy, natomiast od czerwca 2001 roku rozpoczęto organizację przetargów na platformie internetowej. Platforma daje możliwość sprzedaży towarów masowych, wystandaryzowanych, podzielonych na kontrakty. Do końca września 2010 roku odbyło się 1908 sesji internetowych (32389 przetargów), na których łączny obrót przekroczył 5 mld zł.